# Грудківська сільська рада
Грудківська сільська рада — адміністративно-територіальна одиниця та орган місцевого самоврядування у Камінь-Каширському районі Волинської області з адміністративним центром у с. Грудки.

## Населені пункти
Сільській раді підпорядковані населені пункти:
- с. Грудки

## Населення
Згідно з переписом УРСР 1989 року чисельність наявного населення сільської ради становила 3098 осіб, з яких 1564 чоловіки та 1534 жінки.
За переписом населення України 2001 року в сільській раді мешкало 1816 осіб.

### Мова
Розподіл населення за рідною мовою за даними перепису 2001 року:
| Мова       | Відсоток |
| ---------- | -------- |
| українська | 99,73 %  |
| російська  | 0,16 %   |
| білоруська | 0,05 %   |
| молдовська | 0,05 %   |

## Склад ради
Рада складається з 16 депутатів та голови.

## Керівний склад сільської ради
| ПІБ                          | Основні відомості                                                 | Дата обрання | Дата звільнення |
| ---------------------------- | ----------------------------------------------------------------- | ------------ | --------------- |
| Решетовський Василь Іванович | Сільський голова, 1957 року народження, освіта                    | 26.03.2006   | 31.10.2010      |
| Решетовський Василь Іванович | Сільський голова, 1957 року народження, освіта вища, безпартійний | 31.10.2010   |                 |

Примітка: таблиця складена за даними джерела